# Iris camillae
Iris camillae är en irisväxtart som beskrevs av Aleksandr Alfonsovitj Grossgejm. Iris camillae ingår i släktet irisar, och familjen irisväxter. Inga underarter finns listade i Catalogue of Life.